# فلورنس طومسون
فلورنس أوينز طومسون (بالإنجليزية: Florence Owens Thompson)‏ ‏ (1903-1983) وُلدت تحت اسم فلورنس ليونا كريستي، واشتهرت فلورنسا بسبب استخدام دوروثي لانج لها كموضوع لصورتها الشَهيرة عام 1936 تحت عنوان «الأم المهاجرة»، وهي صورة أيقونية للكساد الكبير. اختارت مكتبة الكونغرس العنوان التالي للصورة: «قاطفي البازلاء المُعدمين في كاليفورنيا. أُم لسبعة أطفال. عمرها اثنان وثلاثون في نيبومو في كاليفورنيا.»

## السيرة
فلورنسا أوينز طومسون وُلدت في 1 سبتمبر 1903 تحت اسم فلورنسا ليونا كريستي، والدها هوَ جاكسون كريستي الذي تخلى عن أمها ماري جين كوب قبل أن تولد فلورنسا، وفي ربيع عام 1905 تزوجت والدتها من تشارلز اكمان، وعاشت العائلة في مزرعة صغيرة في الأراضي الهندية خارج تاهليكوا.

## الوفاة
في 16 سبتمبر 1983 تُوفيت فلورنسا نتيجة لمرض السرطان ومشاكل في القلب، وَفي اليوم التالي دُفنت بجوار زوجها جورج طومسون في حديقة النصب التذكاري ليكوود في هوغسون في كاليفورنيا، وقد كتب على شاهد قبرها: «الأم المهاجرة فلورنسا ليونا طومسون - أسطورة لقوة الأمومة الأمريكية».

## معرض صور

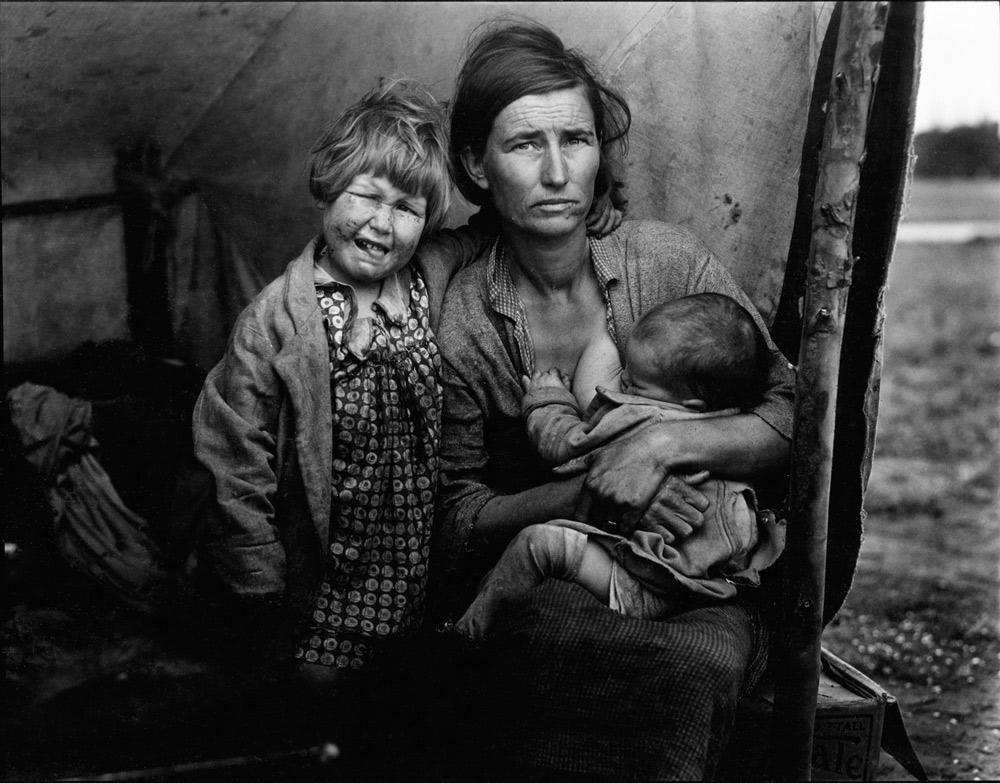
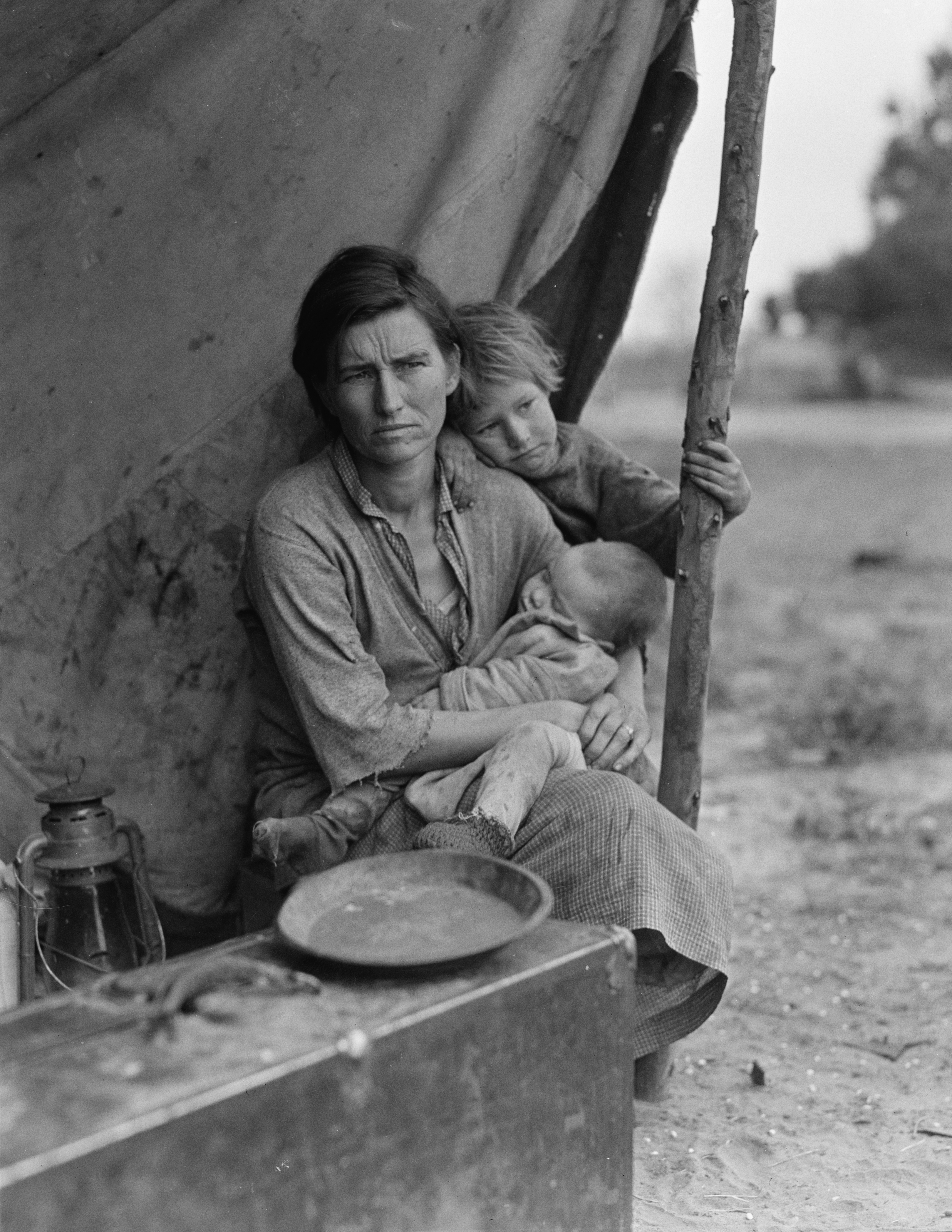
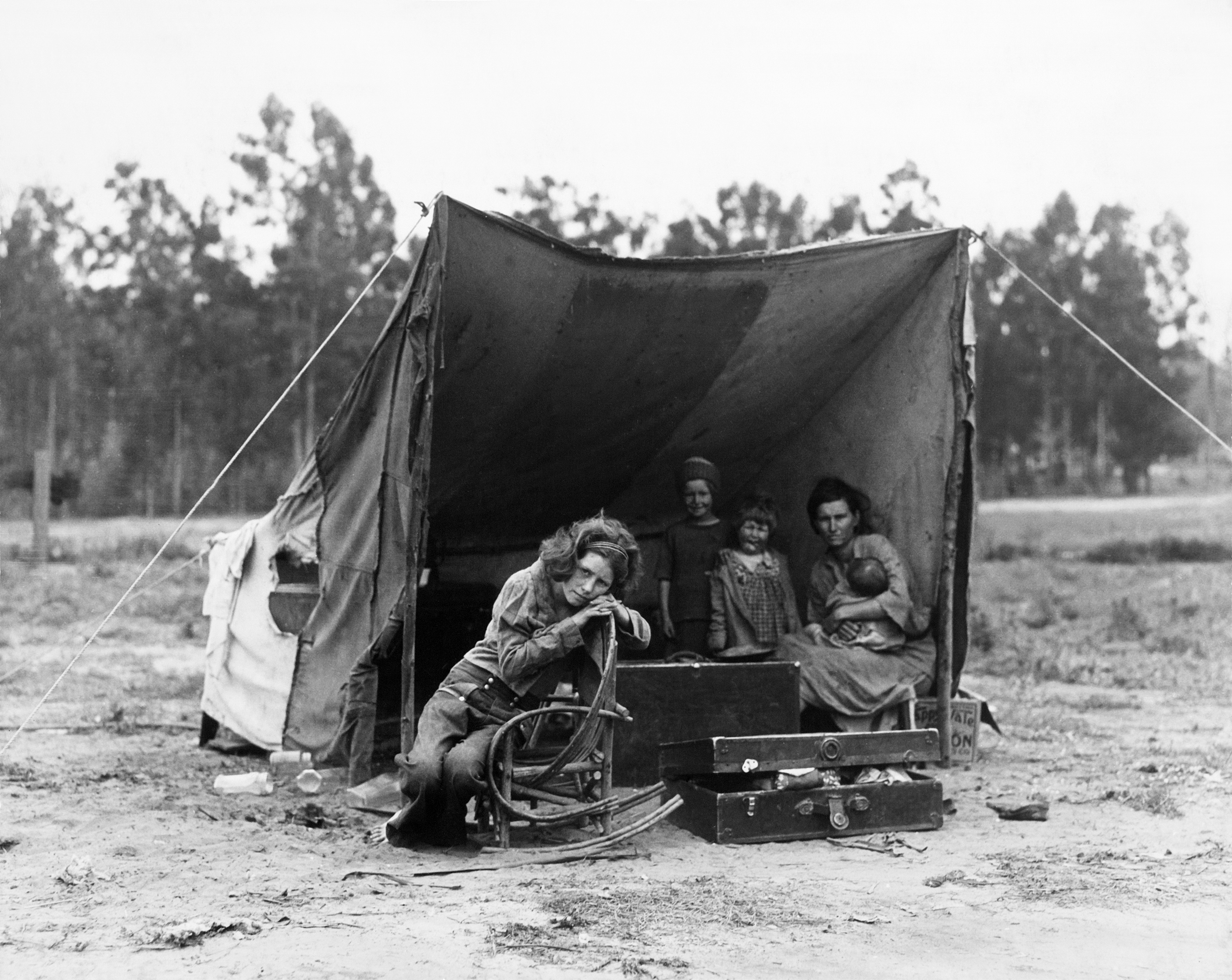
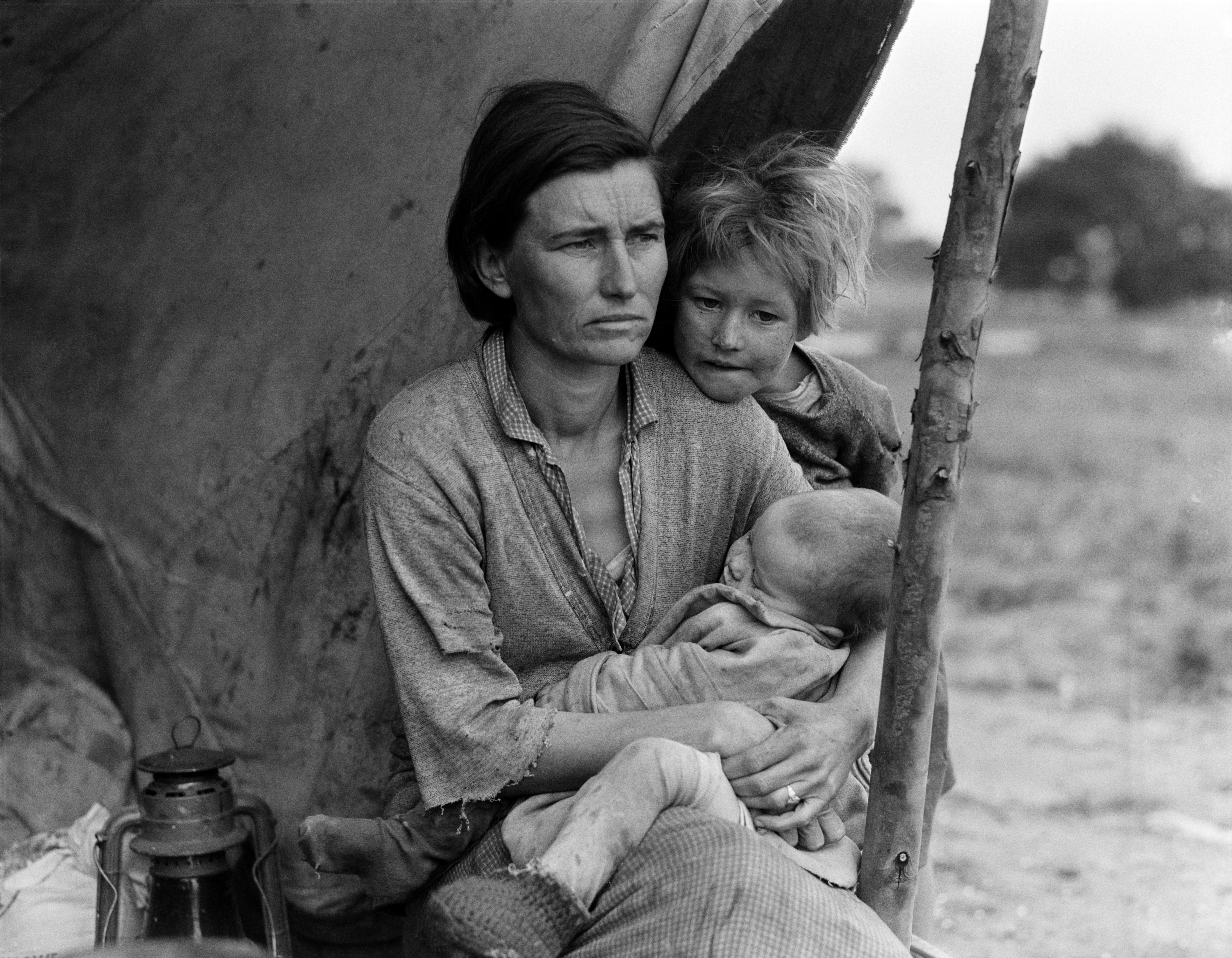
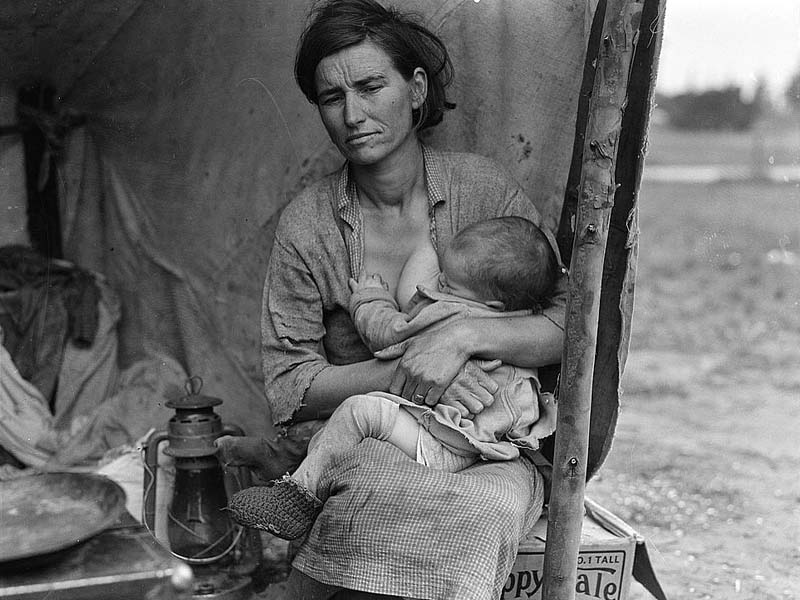
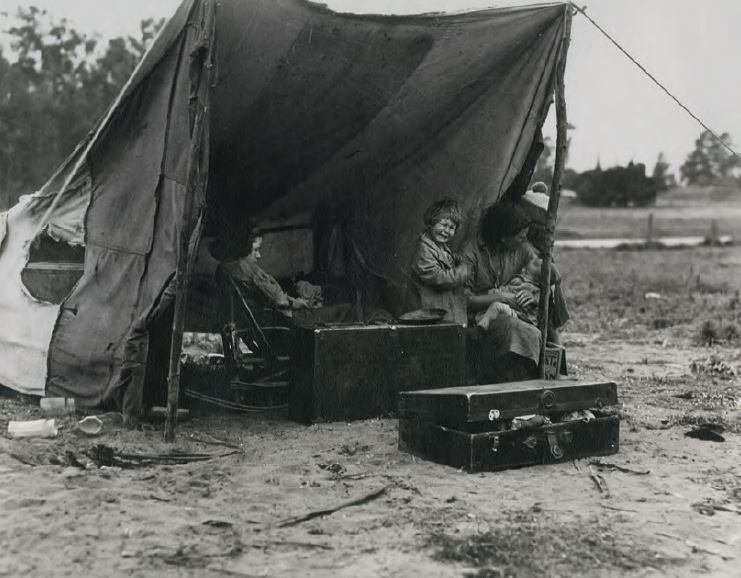